# Joseph Angelo Grech
Joseph Angelo Grech (Ħal Balzan, Malta, 10 de dezembro de 1948 – Melbourne, Austrália, 27 de dezembro de 2010) foi Bispo de Sandhurst.
Joseph Angelo Grech estudou teologia e filosofia no Seminário Diocesano em Balzan, Malta e no Corpus Christi College Glen Waverley e Clayton. Foi ordenado sacerdote em 30 de novembro de 1974 pelo bispo auxiliar de Malta, Joseph Mercieca. Ele foi pastor em Melbourne, Northcote, Altona North, Maidstone e Moonee Ponds e ministro paroquial em Brunswick East. Depois de concluir seus estudos de doutorado na Pontifícia Universidade Gregoriana de Roma, tornou-se capelão do movimento da Renovação Carismática Católica. Ele era diretor espiritual do Colégio Corpus Christi da diocese.
Em 27 de novembro de 1998, o Papa João Paulo II o nomeou Bispo Titular de Belesasa e Bispo Auxiliar de Melbourne. O arcebispo de Melbourne, George Pell, consagrou-o como bispo em 10 de fevereiro de 1999 na Catedral de Patrick; Os co-consagradores foram Thomas Francis Little, Arcebispo Sênior de Melbourne, e Joseph Peter O'Connell, Bispo Auxiliar de Melbourne.
Ele foi nomeado Bispo de Sandhurst em 8 de março de 2001 com posse em 27 de abril de 2001 na Catedral do Sagrado Coração. Ele também foi responsável pelos jovens e adultos e pelos migrantes e refugiados na Conferência Episcopal Australiana.